# Monte di Valle Caprara
Il Monte di Valle Caprara (1998 m) è una delle maggiori cime dei Monti Marsicani nell'Appennino abruzzese, posta nel Parco nazionale d'Abruzzo, Lazio e Molise (PNALM) che si erge a nord della località di Pescasseroli, dalla quale domina l'alta val di Sangro.

## Descrizione
Nell'area è presente l'orso marsicano.